# Bedi Beugré
Bedi Paul Alex Beugré, född 8 mars 1999, är en ivoriansk fäktare som tävlar i florett och värja.

## Karriär
Vid afrikanska spelen 2019 i Rabat tog Beugré brons tillsammans med Jérémy Keryhuel, Sindou Koné och Emanuel Kouadio i lagtävlingen i florett. Vid afrikanska mästerskapen 2022 i Casablanca tog han brons individuellt i värja. Vid afrikanska mästerskapen 2024 i Casablanca tog Beugré återigen brons individuellt i värja.